# Беларуски колаборационизъм през Втората световна война
Беларуският колаборационизъм през Втората световна война е термин в съветската историография, с което се обозначава политическото, икономическо и военно сътрудничество на организации и граждани на Беларус с германските окупационни власти по време на Втората световна война.
Сред главните причини за недоволството сред населението на Беларус, както и за сътрудничеството с Нацистка Германия съвременната руска историография изтъква съветския режим, включително провежданите масовите репресии и насилие при съветизацията на Западна Беларус, присъединена към СССР през 1939 г.

## Обща информация
Историята на Беларус по време на Втората световна война се свързва и с хора, които сътрудничат с окупационната германска администрация. Реално не е имало много истински привърженици на нацистите и това може да се види ясно и от липсата на подкрепа за масовото избиване на евреи в Беларус. Имало е случаи, когато нацистите дори се оплаквали, че беларусите, за разлика от други европейски държави, не са ентусиазирани и не подкрепят техните анти-еврейски политики.
Въпреки това в Беларус по това време има много хора, които са готови да се съюзят с всеки, който се бори срещу сталинисткия режим. И когато в края на зимата на 1944 г. нацистите позволяват създаването на Организацията на беларуските сухопътни войски на отбраната, десетки хиляди хора започват да се присъединяват към армията. Тази мобилизация се характеризира с много впечатляващ брой желаещи да се присъединят, макар да се провежда само в Централната и североизточната част на Беларус.
Тези хора започват да си сътрудничат с германците с цел да се борят срещу връщането на сталинския терор. Те са зле въоръжени и германците нямат доверие в тях – по тази причина никога не ги използват на фронтовата линия. Тези бойни единици, по-късно многократно реорганизирани, водят до образуването на Беларуската SS дивизия, която не взима участие в нито едно клане. Ръководството на нацистите решава да ги изпрати да се бият в Западна Европа и веднага след като им се отдава възможност, повечето от тях се присъединяват към френските партизани. Тяхната съдба символизира трагичния избор между лошо и по-лошо, пред който са изправени беларусите по време на Втората световна война.
Днес беларусите почти нямат антигермански или антизападни настроения. Беларуският писател Сярхей Дубавец (Siarhiej Dubaviec) отбеляза, че всички проучвания на общественото мнение показват, че Германия се счита за страна фаворит за емиграция сред беларусите, въпреки цялото официално възхваляване на Съветската антифашистката борба в периода 1941 – 1945 г.

## Беларуски централен съвет (Рада)
Беларуски централен съвет (Рада) е номинално правителството на Беларус през 1943 – 1944 г. Това е колаборационистко правителство, което е установено от нацистка Германия в рамките на окупацията и колониалната администрацията в Райхкомисариат Остланд (Reichskommissariat Ostland).
Автономното правителство е създадено на 3 юли 1941 г., в рамките на Райхкомисариат Остланд. За германски администратор в района на Беларус е назначен Генералрайхкомисар Вилхелм Кубе(Wilhelm Kube). Той разполага командния център на правителството в Минск, заедно с подчинени Комисари в Минск и Барановичи. Иван Йермаченка (Ivan Yermachenka), беларуски колаборационист, който е лидер на беларуски групи, които подкрепят нацисткия режим е провъзгласен от Кубе за „съветник по беларуските въпроси“.
Когато територията на Беларус пада под нацистки контрол, е създаден „Общ регион Беларус“, който включва районите Навахрудак, Полесия Войводас, Хлибокайе и областите Вилейка на север от Кох в Украйна, Смоленск и целият Беларус. През 1942 г. германските граждански власти са разширени до Слуцк, Минск и Борисов. Останалата част на Беларус остава под военен контрол.
Целта на тази политическа организация е да се насърчи местната подкрепа за германските сили в краткосрочен план, за да се победи Съветския съюз. В дългосрочен план Беларус трябва да бъде част от проекта на нацистите за осигуряване на жизнено пространство, в който тези, които не са арийци ще бъдат изтребени или изгонени, за да направят път за германските колонисти, докато гражданите, които останат, ще бъдат подложени на германизация.
През юни 1943 г. нацистите организират местен Комитет на доверието, който е съставен от местния областен управител и шест други видни местни жители под председателството на Вацлав Ивановски „Областен управител“ на Беларус.
През 1943 г. Кубе е убит от любовницата си Елена Мазаник, която е от съпротивителното движение в Беларус. Кубе е взривен в собствения си дом от бомба, поставена от Елена под леглото му.
Генерал Райнхард Гелен предлага в неговия меморандум към Германското върховно командване да се предприемат стъпки, които да отправят апел към руския народ да се присъедини към германците в борбата срещу партизаните. И така Генерал Курт фон Готберг, който е назначен на мястото на Кубе, решава да предложи на Беларуските колаборационисти ограничена форма на национална автономия. Радаслау Аустроуски (Radasłaŭ Astroŭski), който по това време е кмет на Смоленск, е избран от СС, за да оглави новия режим. Аустроуски става ръководител на местния управленски орган, наречен рада.
Някъде през пролетта на 1940 г. д-р Франц Сикс (Franz Six), бивш професор по политически науки и ръководител на Воркомандо (СС формирование), осъществява контакт с местния клон на беларуската организация „самопомощ“, която се намира във Варшава и назначава в работна група около 30 – 40 доверени беларуси, които да служат като водачи, администратори и информатори. Сред тях са Станислав Станкевич, който по-късно поема управлението на град Борисов, Емануел Ясиук, който е назначен за управител на град Клечак, и Юри Сабалеуски, който администрира Барановичи. Аустроуски трябва да организира окръзите около Минск и след това да последва настъпващите войски в Русия. В момент на оптимизъм SS определя единицата на д-р Сикс като Воркомандо Москва.
Сикс номинира по двама от неговите беларуски сътрудници, които да организират всеки град под военна окупация. Аустроуски формира в Минск общинско правителство, подчинено на нацистите, докато Франц Кушел обединява полицейските сили. СС оборудва полицията с черни униформи и червени ленти за ръка с надпис „Polizei“.
Град Борисов е под контрола на Станислав Станкевич. Той управлява града, в който живеят около 15 000 души, повече от половината от тях евреи, чрез беларуската полиция, облечена в черни SS униформи с бяло-червено-белите цветове на Беларус на техните ленти по ръцете. Емануел Ясиук е кмет на Келцк по време на цялата война.
През декември 1940 г. германската власт е потвърдена в тази политическа организация с наредбата на Централния съвет, като е наречена „Weissruthenischer Zentralrat“. Основната ѝ функция е да набира от местното население на Беларус „Вътрешна охрана“ (BKA), като местна колаборационистка полицейска служба. Представителите на тази служба стават следващите беларуски доброволци във Вермахта и Вафен-СС.
Аустроуски организира Беларуските отбранителни корпуси, които се състоят от 20000 мъже, в полицейски батальони. Той представя списък на министрите на Беларуския централния съвет (Рада) на германците и моли за разрешение за организиране на сътрудници във всяка област. Дмитрий Касмович, началникът на полицията в Смоленска област, създава разширяващ се пръстен от укрепени селища около Смоленск.

## Религията като средство за пропаганда
Едно от най-мощните оръжия в колаборационисткия арсенал е религията. SS създава автокефална православна църква в Беларус, която е независима от патриарха на Москва, който по подобен начин е използван от съветските атеисти, за да се обединят руснаците срещу германците. Свещениците на църквата имат значително влияние върху селяните и активно подкрепят поражението на Съветска Русия, която е нахлула в Западен Беларус. В края на юни 1944 г. операта в Минск е изпълнена с 1039 делегати от всички беларуски провинции. Йоахим Кипел е избран за президент на Втората беларуска рада.

## Край на нацистката окупация
През 1944 г. започва изтеглянето на органите на властта, на местните поддръжници и последните формирования на Оста от тези земи към Източна Прусия и Полша под германски контрол. СС осигурява специален влак, който на 28 юни 1944 г. превозва 800 сътрудници и техните семейства в Германия. Аустроуски тръгва 2 дни по-късно, тъй като е нагърбен с цялостното организиране на евакуацията.
Беларуските полицейски сили са абсорбирани в 30-а СС гренадирска дивизия. Тази пехотна дивизия е сформирана от останките на 29-а СС дивизия, която включва хора от Беларус и Украйна. Германците създават училище за офицери и предоставят униформи с наименование Waffen Sturm бригада Беларус.
Издадена е заповед беларуските сили да бъдат абсорбирани от Руската освободителна армия на Власов, но Аустроуски се противопоставя на това решение. Той също така саботира идеята за „Комитет за освобождение на народите на Русия“.
Други членове на беларуската полиция са назначени в СС. Полковник Ото Скорцени е използван за обучение в Дахвлитз, близо до Берлин, където се подготвят специални тайни удари зад вражеските линии. Тези единици са известни като „Черната котка“ и са водени от Михас Витушка. Те действат в граничната Беловежка гора срещу съветските сили в антикомунистически партизански операции през 1945 г.
Установената от нацистите държава в Беларус приключва своето съществуване през 1944 г., когато Червената армия принуждава нацистките сили да започнат отстъпление от Беларус.
В края на 1945 г. Аустроуски провежда специална среща на Централния комитет на Беларус, който решава да разпусне правителството. Това действие има за цел да се избегне членовете на правителството да бъдат изпратени обратно в Беларус като военни престъпници.